# Ignacy Tadeusz Baranowski
Ignacy Tadeusz Baranowski (ur. 4 lutego 1879 w Lublinie, zm. 26 listopada 1917 w Warszawie) – polski historyk, bibliotekoznawca, członek Towarzystwa Historycznego we Lwowie.

## Życiorys
Był synem prawnika Wojciecha i Teofili z Kudelskich. Jego stryj Ignacy Baranowski był profesorem terapii ogólnej i diagnostyki lekarskiej Uniwersytetu Warszawskiego, a szwagier Władysław Natanson – profesorem fizyki teoretycznej Uniwersytetu Jagiellońskiego. Podstawowe wykształcenie uzyskał w domu rodzinnym, następnie uczęszczał do V Gimnazjum w Warszawie i gimnazjów w Rydze i Petersburgu. Studiował historię na Uniwersytecie Moskiewskim (1898–1903) i historię gospodarczą na Uniwersytecie w Lipsku (1907–1908). W 1904 uzyskał stopień kandydata nauk na uniwersytecie moskiewskim na podstawie pracy Sejmy polski i litewski przed Unią Lubelską; w 1906 obronił doktorat na UJ (praca Podlasie w przededniu Unji Lubelskiej).

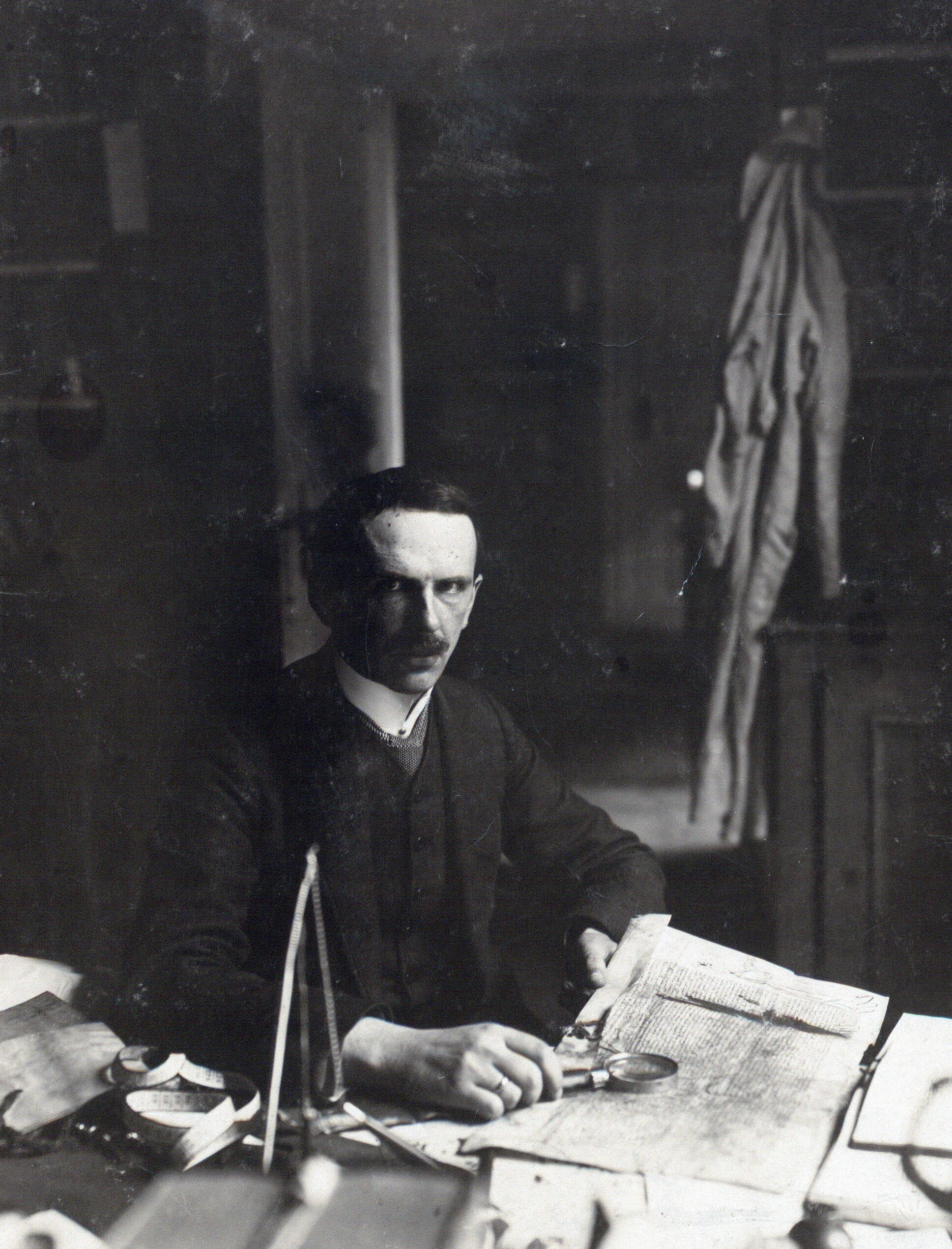
Ignacy Tadeusz Baranowski portret

Pracował w Archiwum Skarbowym w Warszawie, od 1909 w Bibliotece Ordynacji Krasińskich w Warszawie (od 1911 dyrektor). Prowadził wykłady z historii średniowiecznej gospodarczej w warszawskim Towarzystwie Kursów Naukowych (1913-1914), od 1916 był docentem w Katedrze Historii Polski Uniwersytetu Jagiellońskiego i tam również wykładał historię gospodarczą średniowiecza. W 1909 został członkiem rzeczywistym Towarzystwa Naukowego Warszawskiego, pełnił funkcję sekretarza Komisji Historycznej Towarzystwa. W 1906 należał do grona założycieli Towarzystwa Miłośników Historii, a krótko przed śmiercią został wybrany na przewodniczącego Związku Bibliotekarzy Polskich (1917). Od kwietnia do sierpnia 1917 r. wchodził w skład Komisji Archiwalnej Tymczasowej Rady Stanu
Specjalizował się w nowożytnej historii gospodarczej Polski, zajmował się ponadto bibliotekoznawstwem i edytorstwem. Był jednym z pionierów badań różnic ustrojowych wsi polskich w zależności od warunków geograficznych. Interesował się problematyką feudalizmu i spraw agrarnych w Polsce od XV do XVIII wieku, a także dziejami rodów patrycjuszowskich dawnej Warszawy. Przeprowadził zmiany w Bibliotece Ordynacji Krasińskich – zainicjował katalog działowy, wyodrębnił i zinwentaryzował działy specjalne (starodruków, rękopisów, rycin i map). Przygotował do wydania m.in. Materiały do dziejów wsi polskiej XVI-XVIII wieku (1909), Księgi referendarskie, 1582-1602 (1910), Inwentarze pałacu Krasińskich, później Rzeczypospolitej (1910). Ponadto opublikował m.in.:
- Komisje porządkowe w latach 1765-1788 (1907),
- Z dziejów feudalizmu na Podlasiu (1907),
- Wieś polska w okresie między Unią Lubelską a Konstytucją 3 Maja (1908),
- Biblioteka Załuskich w Warszawie (1912)[8],
- Wieś i folwark (1914),
- Wsie holenderskie na ziemiach polskich (1915),
- Biblioteka Ordynacji Krasińskich w Warszawie (1917)[9],
- Przemysł Polski w XVI wieku (1919)[2].

Spoczywa na cmentarzu Powązkowskim w Warszawie (kwatera S, rząd 2, grób 23).